# 아다 항공
아다 항공(영어: Ada Air)은 1991년에 설립해 2007년에 도산한 알바니아의 항공사로 허브 공항은 티라나 국제공항이 있다.

## 역사
1991년에 설립했으며 1992년 1월 3일 취항을 시작했다. 같은 해 2월 5일 이탈리아, 바리를 취항하기 시작했으며 같은 해 5월 25일 IATA을 통해 인 항공의 항공편도 제공했다. 전세기 서비스는 그리스, 이탈리아, 세르비아, 마케도니아 공화국을 포함한 전 유럽 지역에 취항했다. 하지만 막대한 부채를 이기지 못하고 2007년 1월에 도산했다.

## 보유 기종

### 엠브라에르
- EMB 110 1대

### 포커
- 포커 100 1대